# Kinarosor
Kinarosor (Rosa chinensis) är en rosväxtart som beskrevs av Jacquin. Rosa chinensis ingår i släktet rosor, och familjen rosväxter. Kinarosor (Rosa Chinensis-Gruppen) är också en grupp av rosor som alla härstammar från arten Rosa chinensis, som troligen också har ett hybridursprung. Motsvarar beteckningarna de internationella beteckningarna Hybrid China & Climbing Hybrid China (HCh & Cl HCh).
Troligen har kinarosor odlats i Kina i över 2000 år sedan och sorten 'Old Blush' kan beläggas från målningar från 900-talet. Den första dokumenterade introduktionen skedde 1752, då Pehr Osbeck överlämnade sorten 'Old Blush' till botaniska trädgården i Uppsala. Han hade inhandlat den i Kanton året innan. Möjligen fanns 'Old Blush' i Italien redan 1529, då rosor mycket lika denna sort förekommer på en målning av Angelo Bronzino.
Sorten 'Slater's Crimson China' upptäcktes i Calcutta och fördes till England 1789. Först trodde man att 'Slater's Crimson China' var vildväxande i Indien och gruppen kallas ofta bengalrosor på grund av detta. 
Kinarosorna har starkt påverkat rosornas utveckling. Dels med sin remonterande blomning och med en ny färgskala. För första gången kunde man få fram rent röda rosor, utan inslag av purpur. Också den klassiska rosprofilen, men spetsiga knoppar och högt byggda blommor är ett arv från kinarosorna.
De första grupperna som förädlades fram ur kinarosorna under 1800-talet var bourbonrosor, remontantrosor och noisetterosor. Dessa gav senare upphov till dagens moderna rosor.
Kinarosen är stadsblomma för Shijiazhuang i norra Kina.

## Underarter
Arten delas in i följande underarter:
- R. c. semperflorens
- R. c. spontanea

## Odling
Kinarosor hör inte till de härdigaste rosorna och klarar i sig endast i de varmaste delarna i Sverige, zon I-II och även här måste många sorter täckas omsorgsfullt. På kallare platser kan de med fördel odlas i kruka som övervintras frostfritt.
Då de är blommar under större delen av sommaren och hösten behöver de god jord och god tillgång till näring för att ge bra plantor.

## Bildgalleri

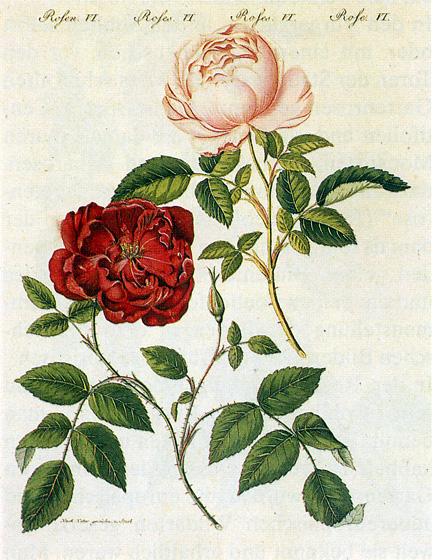
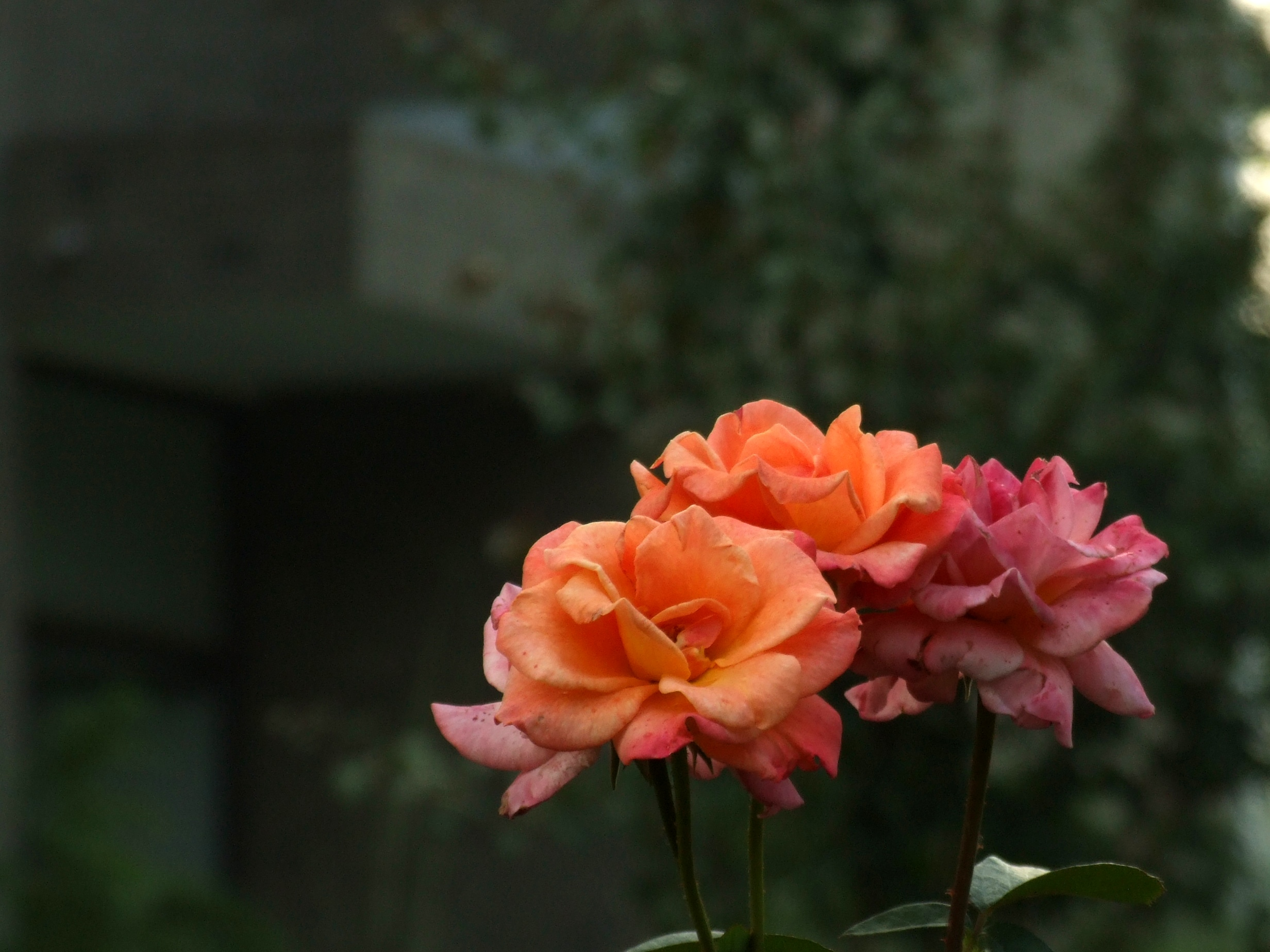
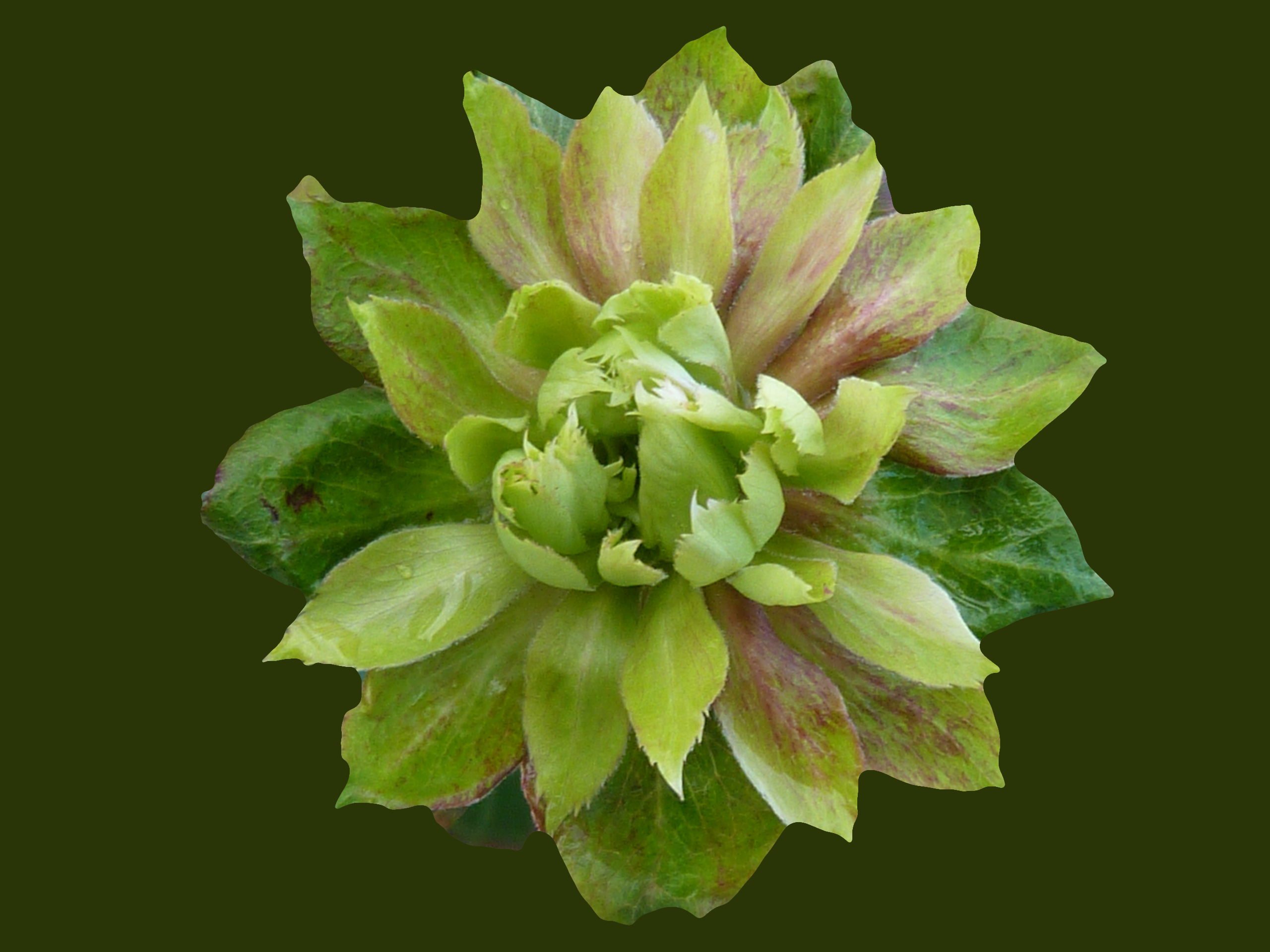

## Sorter (urval)
- 'Bengale Commune'
- 'Bengale Rouge'
- 'Blairii No. 2'
- 'Bloomfield Abundance'
- 'Brennus'
- 'Climbing Pompon de Paris'
- 'Cramoisi Supérieur'
- 'Fellemberg'
- 'Flocon de Neige'
- 'Gloire des Rosomanes'
- 'Grüss an Teplitz'
- 'Hermosa'
- 'Le Vésuve'
- 'Malton'
- 'Mme Laurette Messimy'
- 'Mutabilis'
- 'Old Blush'
- 'Rival de Paestum'
- 'Slater's Crimson China'
- 'Viridiflora'